# Маркіон
Маркіон (Синопський) (85 — † 160) — християнський єретик II ст, засновник маркіонізму. Єдиним джерелом релігійного вчення визнавав Святе Письмо, але заперечував увесь Старий Заповіт, а Новий визнавав лише частково.
Маркіон був одним з перших єретиків, суворо засуджених християнською церквою. Він створив церковну організацію, паралельну до Римської церкви, бувши єпископом новоутвореної єретичної громади. Мабуть, Маркіон був багатим сином єпископа в Синопі, у римській провінції причорноморського Понту.

## Вчення
Докетизм: Ісус не народився, а з'явився людям, аби позбавити їх від влади матерії. Тіло Спасителя не було речовинним, оскільки речовина є зло — але, разом із тим, воно не було й просто примарою (як вчили гностики): воно було дійсним тілом, хоча й невидимим, і таким, яке прийняло зовнішню примарну форму, тому не могло відчувати фізичних страждань. Спасіння вчинене Сином верховного Бога було не тільки для живих, але й для померлих, для чого Він сходив до пекла, де були позбавлені від мук язичники і старозавітні грішники; але старозавітні святі відмовилися послухатися Його і залишилися в колишньому стані, вважаючи, що Христос спокушає їх, як їх спокушав перше Деміург-Яхве.
Дуалізм: Бог Старого Завіту не має нічого спільного з істинним Богом — Отцем Небесним. Ніякого попереднього одкровення про явище в світ цього істинного Месії дано не було; справжнього Месію люди мали б розпізнати за вченням і ділами його. Цей син всеблагого верховного Бога з'явився в Капернаумі в 15-й рік царювання Тиберія і, з метою звернути до себе юдеїв, говорив, що він — той Месія, якого сповіщали пророки Деміурга. Деміург, не знаючи про те, хто цей Месія, і заздрячи його славі, порушив ворожнечу до нього між юдеями, а бог матерії, Диявол, спонукав і язичників з'єднатися з ними у ворожнечі до Сина Божого; таким чином, Спаситель світу був розіп'ятий. Згодом повинен і до них прийти Месія — Месія Деміурга, який збере синів Ізраїлю з усіх країн, створить всесвітню монархію юдеїв і дарує їм земне блаженство, а людей піддасть муках, окрім врятованих Сином всеблагого Бога: душі їх будуть звільнені від матерії, себто плоті й, перебуваючи в тілах духовних, мешкатимуть із Богом й у Бозі. Воскресіння тіл в їхньому земному вигляді Маркіон заперечував.
Аскетизм: Маркіон забороняв шлюб і вимагав обітниці безумовної цнотливості при хрещенні, зречення від усіх задоволень, стриманості в їжі до найменшої її проявів, причому суворо заборонялося м'ясо і вино; особливо наполягав на непохитності у вірі під час гонінь; називав своїх послідовників «співтоваришами в ненависті й скорботі». Маркіоніти не лише не уникали переслідувань за Христа, але нерідко самі ж провокували їх, чиїм статусом мучеників  пишалася їхня громада. Хто відчував себе не в силах виконувати всі ці вимоги, той залишався в суспільстві маркіонітів лише на ступені «оприлюдненого», хоча, всупереч практиці церкви, і оголошені у них допускалися до всіх таїнств. У разі смерті «оприлюдненого» допускалася заміна його для хрещення іншою людиною.
За заявами самого Маркіона, він нічого не запозичив ні від грецької філософії, ні з Єгипту чи Персії, й не визнавав іншого джерела для релігійного вчення, крім Святого Письма (хоча Іполіт в «Філософуменах» вказує в його системі риси вчення Емпедокла).